# Pohlavní dospělost

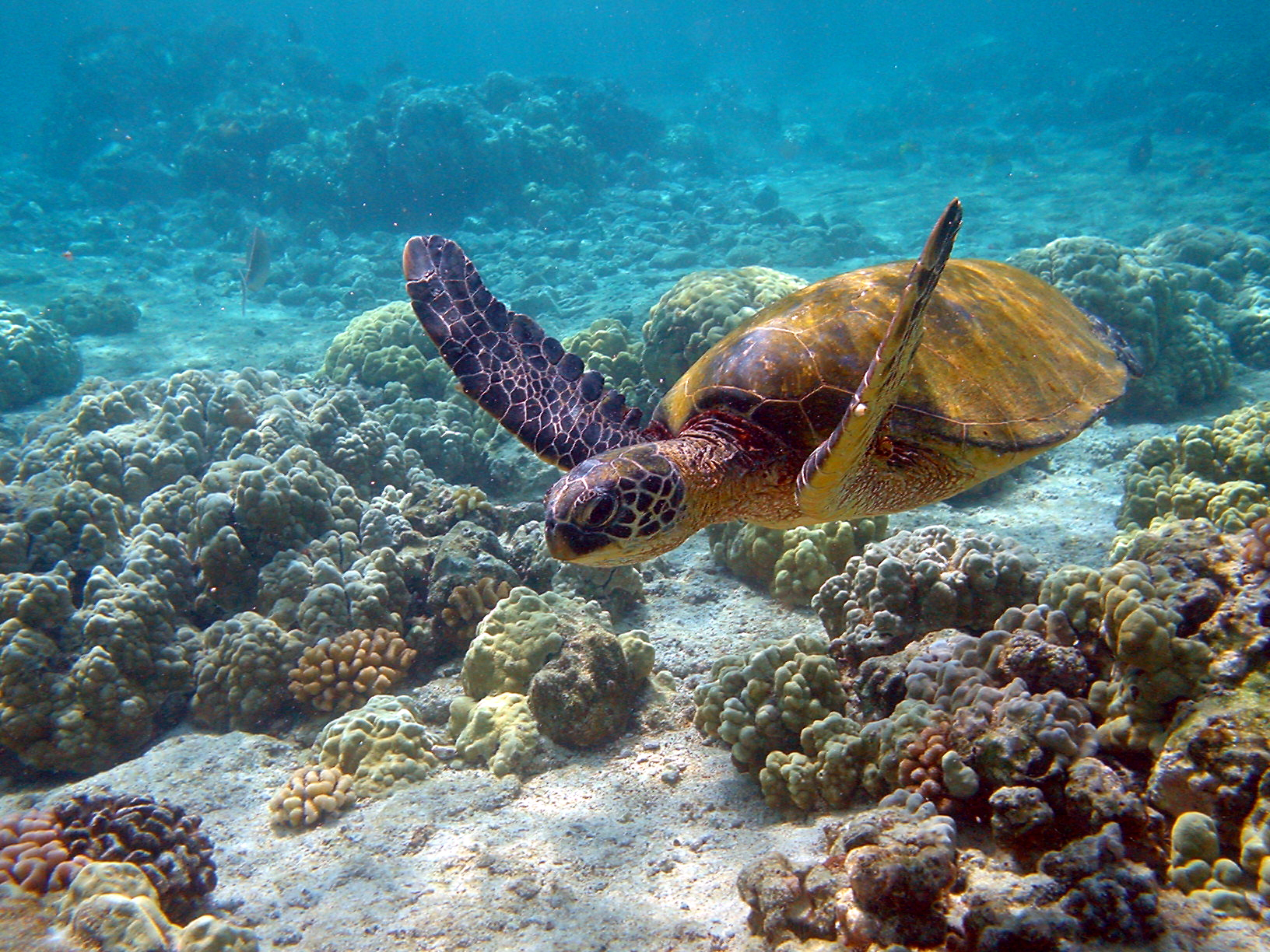
Želva kareta obrovská dospívá poměrně pozdě

Pohlavní dospělost je schopnost rozmnožovat se spjatá s dozráním pohlavních orgánů.
Živočich včetně člověka dosáhne pohlavní dospělosti v určitém věku. Tehdy má již plně funkční pohlavní orgány. Samec je schopen oplodnit samici a samice může zabřeznout. Pohlavní dospělost nastupuje obvykle dříve než tělesná dospělost.
Člověk pohlavně dospívá během puberty, dívka přibližně v 10–12 letech, chlapec přibližně ve 13–15 letech. Oproti tomu například potkan dospívá asi po 42 dnech, zatámco kareta obrovská ve 35 až 40 letech.